# Epinette des Vosges
Con il termine épinette des Vosges (letteralmente "spinetta dei Vosgi") si indica, in francese, uno strumento a corde pizzicate della famiglia delle cetre, il cui uso era limitato a due aree dei monti Vosgi in Francia a circa 50 km l'una dall'altra intorno alla Val-d'Ajol e intorno a Gérardmer.

## Origini

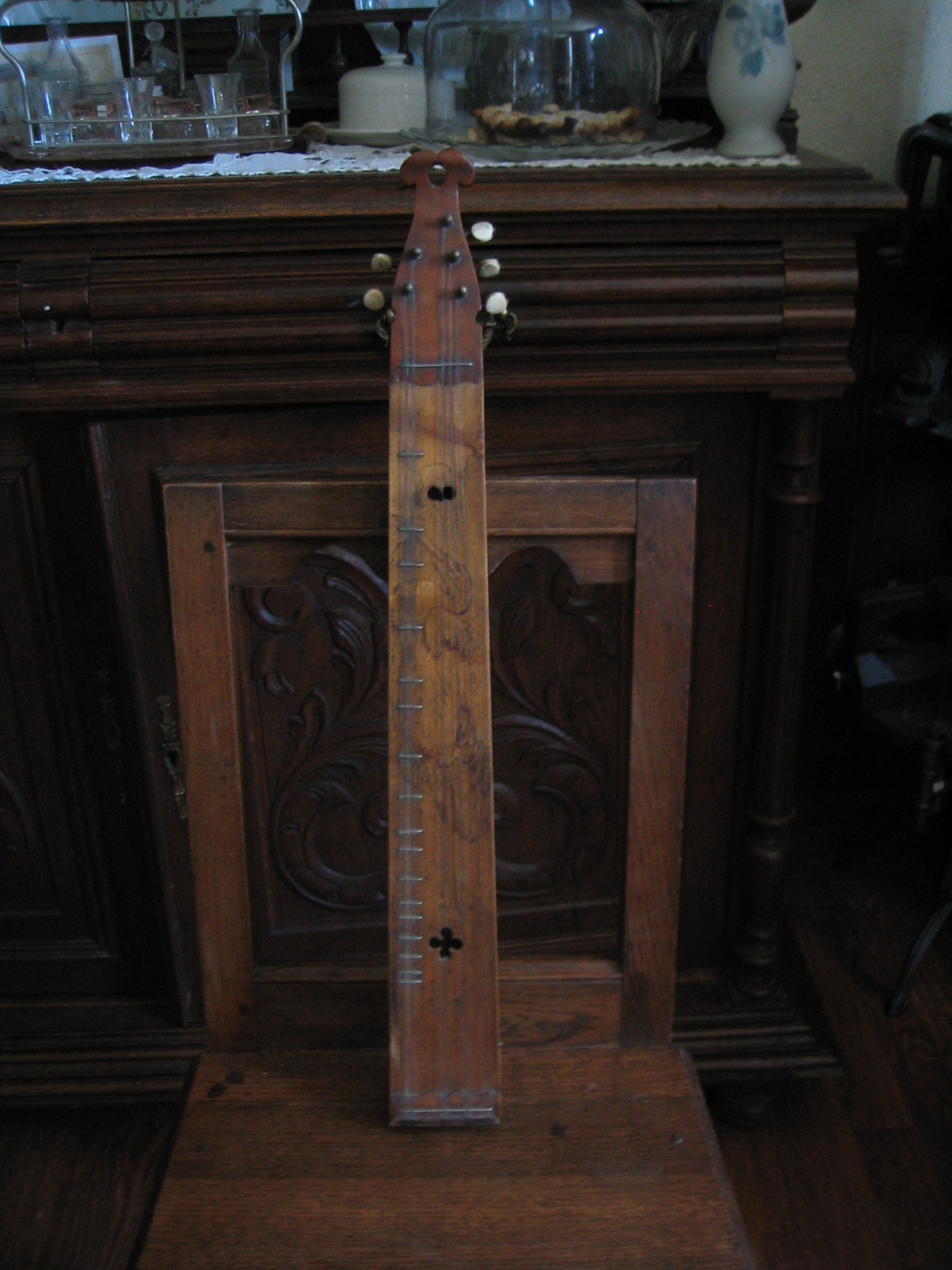
Un’épinette des Vosges nel museo di Soyotte

L’épinette è attestata già nel XVIII secolo nelle regioni di Val-d'Ajol e Plombières-les-Bains dei Vosgi meridionali, da cui deriva il suo nome. Le prime origini dell'épinette des Vosges restano sconosciute, anche se alcuni ritengono che lo strumento sia stato introdotto dagli svedesi durante la guerra dei trent'anni. È però anche possibile che discenda dal salterio medievale.

## Tipi diépinettee aree geografiche
Strumenti di questa famiglia, un tempo diffusa in tutta Europa, si trovano ora principalmente in Norvegia (il langeleik), in Islanda (il langspil), nelle Fiandre (l'hummel), in Ungheria e in Francia. Uno strumento parallelo, il dulcimer appalachiano si trova nelle aree montane rurali degli Stati Uniti orientali.

### L'épinettedella Val-d'Ajol
Questo strumento è attestato, per la prima volta, in resoconti datati 1730. La versione primitiva a 4 corde si è evoluta in un modello a 5 corde. L'épinette della Val-d'Ajol è di piccole dimensioni, comprese da 50 a 60 cm a forma di parallelogramma a base larga. I tasti, originariamente 14, aumentarono a 17 nel XIX secolo. Il tasto è diatonico, accordato per aprire il Re maggiore. Si tasta con le dita della mano sinistra o, in alternativa, con un pezzetto di legno liscio. La mano destra strimpella, con il pollice, una penna d'oca o di piccione.
Il liutaio di épinettes più prolifico fu Amé Lambert (1843 – 1908) che produceva fino a 500 épinettes all'anno.

### L'épinettedi Gérardmer
Questo strumento è stato attestato, per la prima volta, nel 1723. Si tratta di uno strumento semplice costruito da liutai, o dagli stessi musicisti. Lo strumento cadde fuori moda e si sa poco fino a quando non venne ripreso dopo il 1945.
Le épinettes degli Alti Vosgi sono grandi, circa 80 cm. Il numero delle corde varia da 3 a 8 con tasti diatonici.

## Tecniche di esecuzione
L'épinette è diatonica, producendo una scala maggiore eptatonica. Il numero dei tasti aumentò da 14 a 17 nel corso del XIX secolo, dandogli un'estensione di 2 ottave e mezza.
- Tecniche della mano destra: 
  1. Strimpellando avanti e indietro su tutte le corde (melodia e ronzio) o solo sulle corde della melodia, raddoppiate con il plettro, la piuma d'oca o il pollice. Questo è il modo tradizionale.
  2. Fingerpicking, come una chitarra, usando tutto tranne il mignolo destro per pizzicare le corde.
  3. Colpire le corde con un bastoncino (come un dulcimer martellato con tasti).
  4. Usando un violino o un arco da salterio ad arco.
- Tecniche della mano sinistra: 
  1. Battere le corde con un bastoncino liscio, chiamato noteur (notatore). Questo conferisce alla musica un suono metallico scorrevole con un glissando pronunciato.
  2. Battere le corde con le prime tre dita, o tutt'e cinque per brani più complessi su strumenti cromatici. Questa tecnica è meno tradizionale, ma adatta a suonare melodie più complesse.

Un suonatore di épinette suona, di solito, seduto. L’épinette è posizionata su un tavolo (il più delle volte) o in grembo con un'angolazione, lontano dall'esecutore. A differenza di altre forme di dulcimer l'épinette offre una certa separazione tra le corde della melodia e i droni. Pertanto, quelle aree possono essere colpite separatamente per stabilire il ritmo.
Lo strumento è accordato ad orecchio piuttosto che sull'altezza del concerto e può essere accordato più alto o più basso a seconda dello strumento di accompagnamento, del suono individuale dell’épinette o del gusto personale.
Oltre alle épinettes diatoniche vi sono épinettes con tasti aggiunti per ogni semitono, in modo da comporre la scala cromatica. Su un’épinette cromatica si può suonare in qualunque tonalità senza riaccordare.

### Le modalità

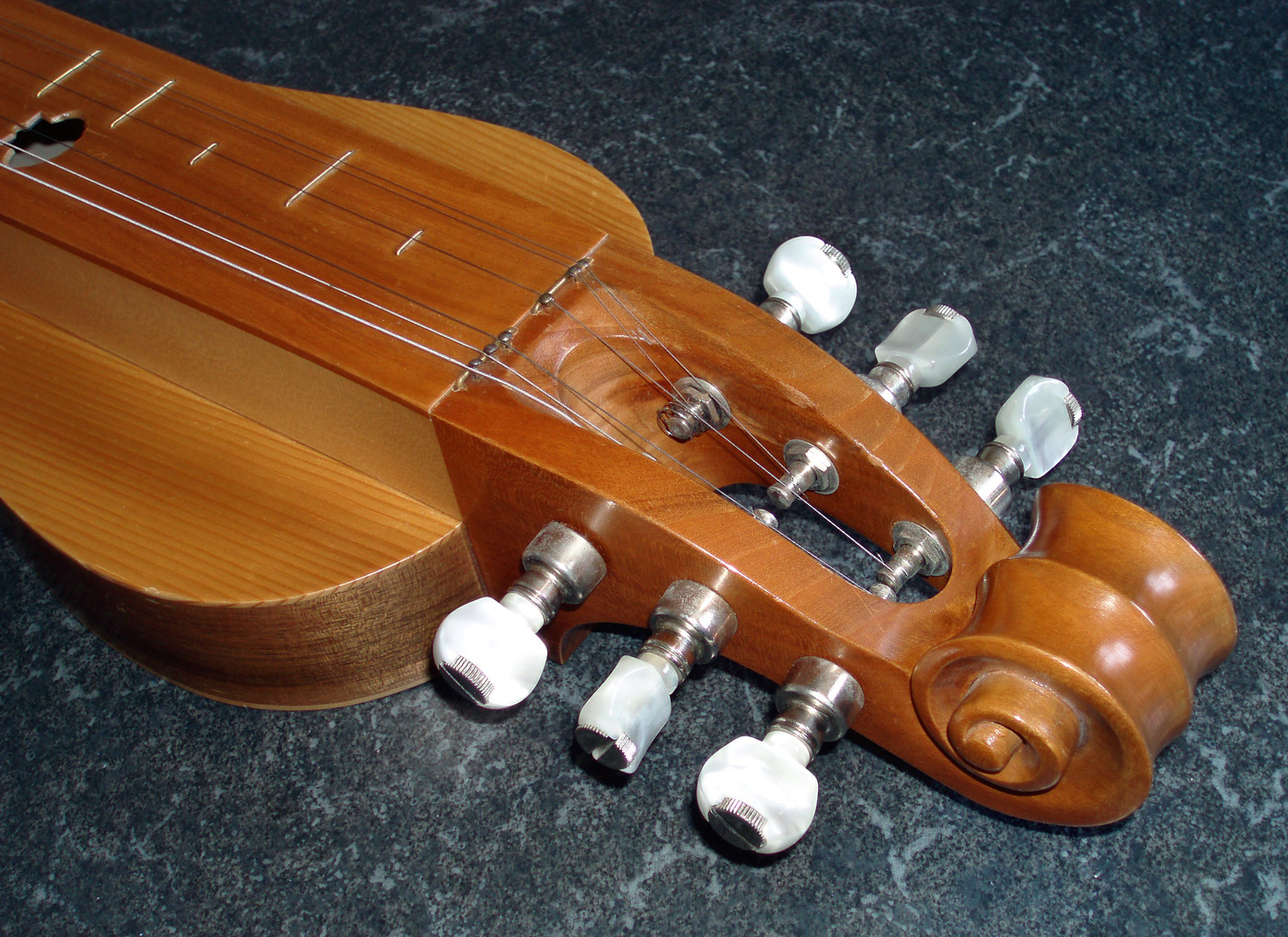
Cavigliere di un’épinette des Vosges cromatica

L'épinette permette di riprodurre musica modale. La tabella seguente presenta un esempio di base (la disposizione dei droni varia in base al loro numero e ai gusti del suonatore).
Le modalità possibili sono:
| Modalità        | Punto di partenza della mano sinistra | Accordatura della 1ª corda | 2ª corda | 3ª corda         |
| --------------- | ------------------------------------- | -------------------------- | -------- | ---------------- |
| C (DO)          | Corde melodiche ininterrotte          | G (SOL)                    | C (DO)   | C (DO) o G (SOL) |
| D (RE)          | 1º caso                               | A (LA)                     | D (RE)   | A (LA) o D (RE)  |
| E (MI)          | 2º caso                               | B (SI)                     | E (MI)   | B (SI) o E (MI)  |
| F (FA) 1º stile | 3º caso                               | C (DO)                     | F (FA)   | C (DO) o F (FA)  |
| F (FA) 2º stile | 6º caso                               | F (FA)                     | C (DO)   | C (DO) o F (FA)  |
| G (SOL)         | Corde melodiche ininterrotte          | G (SOL)                    | D (RE)   | G (SOL) o D (RE) |
| A (LA)          | 1º caso                               | A (LA)                     | E (MI)   | A (LA) o E (MI)  |
| B (SI)          | 2º caso                               | B (SI)                     | F (FA)   | B (SI) o F (FA)  |

## Suonatori diépinette
- Jean-François Dutertre
- Jean-Lup Baly
- Christophe Toussaint
- Patrizia Gilbert
- Jacques Leininger

## Fabbricanti contemporanei
- Christophe Toussaint, Dommartin-lès-Remiremont
- Jean-Claude Condi, Mirecourt

## Discografia
- Jean-François Dutertre La ronde des Milloraines
- Jean-François Dutertre Si l'amour prenait racine
- Jean-François Dutertre L'épinette des Vosges
- Christophe Toussaint Terra incognita
- Association de l'épinette des Vosges, Plombières-les-Bains Alla scoperta dell'épinette des Vosges
- Association de l'épinette des Vosges, Plombières-les-Bains Trois dames à table